# كينيت (صخور)

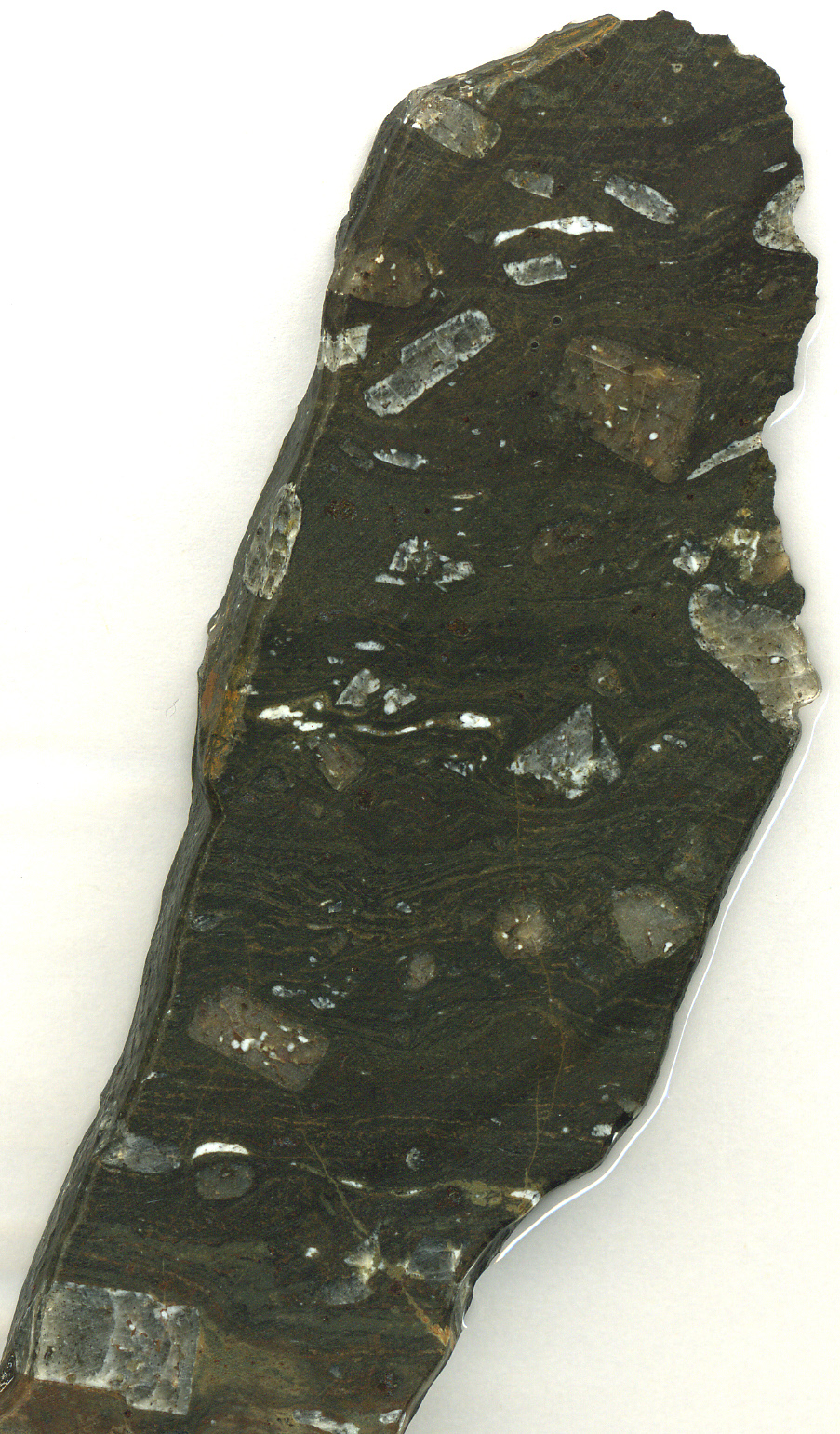
كينيت من جبل في كينيا.

كينيت عبارة عن مجموعة متنوعة من الفونوليت البورفيري أو تراكيت مع بلورات فينوكريست على شكل معين من أنورثوكلاز مع زبرجد زيتوني متغير وأغويط في مصفوفة زجاجية. تم وصفه وتسميته في الأصل من قبل جيه دبليو غريغوري في عام 1900 لوقوعه على جبل كينيا. كما تم الإبلاغ عن كينيت من جبل كليمنجارو وجبل إرباص في القارة القطبية الجنوبية.
كينيت له قوام زجاجي ويمكن أن يتكون من زجاج منزوع المزج، والذي يحتوي على بلورات كبيرة من الفلسبار.